# Championnat de France de basket-ball de Nationale masculine 2 2013-2014
Navigation
Saison précédente Saison suivante
La saison 2013-2014 du championnat de France de basket-ball de Nationale 2 est la 16e édition du championnat de France de basket-ball de Nationale masculine 2 sous cette dénomination. La NM2 est le quatrième plus haut niveau du championnat de France de basket-ball. Cinquante-six clubs répartis en quatre poules participent à la compétition. La NM2 est dirigée par la Fédération française de basket-ball, c'est le second niveau amateur.
À la fin de la saison, les deux premières équipes au classement de chacune des quatre poules se retrouvent pour disputer un quart de finale aller-retour, avec une belle en cas d'égalité sur les deux premiers matchs. Les vainqueurs respectifs de ces quarts de finale sont promus en Nationale 1 sous réserve d'acceptation de leurs finances par la DNCG. Les quatre vainqueurs se retrouvent pour jouer un Final Four en deux jours sur terrain neutre. Le vainqueur de ce Final Four est désigné Champion de France de Nationale 2.
La saison précédente, c'est l'Entente Cergy-Pontoise qui a été sacrée championne et qui a été promue en NM1, accompagnée de Saint-Brieuc, Tarbes et Montbrison.
Les équipes classées de la 12e à la 14e place des quatre poules à l’issue de la saison régulière du championnat sont reléguées en Nationale 3. Malgré tout, certaines peuvent être repêchées en cas de non satisfaction par la DNCG des montées de Nationale 3.
La saison 2013-2014 débute le 21 septembre 2013 et la saison régulière se termine le 26 avril 2014. Elle compte 26 journées de championnat.

## Clubs participants

### Clubs relégués et promus de la saison 2012-2013
Clubs relégués de Nationale Masculine 1 en 2012-2013 :
- Vendée Challans Basket (14e)
- Union Rennes basket 35 (15e)

Clubs promus de Nationale Masculine 3 en 2012-2013 :
- Beaujolais Basket
- Feurs EF
- Le Cannet Côte d’Azur Basket
- Elan béarnais Pau-Lacq-Orthez 2
- PL Lariche Lamaritine Tours
- Hagetmau Doazit Chalosse
- Union Bourbourg Grande-Synthe
- Coulommiers Brie Basket
- Union Sportive Fécampoise
- ASA Sceaux
- Schiltigheim AU

| Poule A (Sud-Est) - Stade clermontois Basket Auvergne (Clermont-Ferrand) - Terres Froides Basket (Grand-Lemps) - Azuréa Club Golfe-Juan-Vallauris (Golfe-Juan) - Amicale Saint-Michel Basket Le Puy Haute-Loire (Le Puy-en-Velay) - Union sportive Avignon-Le Pontet basket-ball (Le Pontet) - Basket club Nord Ardèche (Annonay) - Ouest Lyonnais Basket (Champagne-au-Mont-d'Or) - Union Pontoise Andrézieux Basket (Andrézieux) - Beaujolais Basket (Quincie-en-Beaujolais) - Oullins Sainte-Foy Basket-Ball (Sainte-Foy-Les-Lyon) - Le Cannet Côte d’Azur Basket (Le Cannet) - US Aubenas Basket (Aubenas) - Les enfants du Forez (Feurs) - USA Toulouges (Toulouges) | Poule B (Ouest) - Beyssac Beaupuy Marmande (Marmande) - Élan béarnais Pau-Lacq-Orthez 2 (Pau) - Union Dax Gamarde Goos (Dax, Gamarde-les-Bains, Goos) - Garonne ASPTT Basket (Meilhan-Sur-Garonne) - Vendée Challans Basket (Challans) - Luçon Basket Club (Luçon) - Brissac Aubance Basket (Brissac-Quincé) - Pornic Basket (Pornic) - USV Ré Basket (Saint-Clément-Des-Baleines) - Angers Étoile d'Or St Léonard (Angers) - Hagetmau Doazit Chalosse (Doazit) - Pays des Olonnes Basket (Les Sables d'Olonne) - PL Lariche Lamartine Tours (Tours/La Riche) - Stade Montois Basket Masculin (Mont-de-Marsan) |
| Poule C (Nord-Ouest) - Alerte Juvisy Basket (Juvisy-sur-Orge) - Union Sportive Fécampoise (Fécamp) - Calais Basket Cheminots JMC (Calais) - Éveil Sportif d'Ormes Basket Ball 45 (Ormes) - ASA Sceaux (Sceaux) - Tourcoing S M (Tourcoing) - AS Cherbourg (Cherbourg) - Aurore de Vitré (Vitré) - CEP Lorient (Lorient) - Caen Basket Calvados (Caen) - Coulommiers Brie Basket (Coulommiers) - Berck/Rang du Fliers (Berck) - Union Bourbourg Grande-Synthe (Grande-Synthe) - Union Rennes basket 35 (Rennes) | Poule D (Nord) - Schlitigheim AU (Schiltigheim) - US Charitoise Basket (La-Charité-sur-Loire) - Étoile sportive Prissé-Mâcon (Prissé) - AS Kaysersberg Ammerschwihr BCA (Kaysersberg) - Tremblay Athlétique Club (Tremblay-en-France) - Poligny Jura Basket Comté (Poligny) - Stade de Vanves (Vanves) - W.O.S.B. (Otterswiller) - Gries/Oberhoffen BC (Gries) - FC Mulhouse Basket (Mulhouse) - Saint-Charles Charenton Saint-Maurice (Charenton-le-Pont) - Saint-Dizier Basket (Saint-Dizier) - GET Vosges (Golbey) - Union Sainte-Marie Metz Basket (Metz)                                                  |

## Classement

### Poule A
| Rang | Équipe                   | Pts | J  | G  | P  | Pp   | Pc   | Diff |
| ---- | ------------------------ | --- | -- | -- | -- | ---- | ---- | ---- |
| 1    | US Avignon-Le Pontet (S) | 45  | 26 | 19 | 7  | 2135 | 1887 | 248  |
| 2    | ASMB Le Puy              | 43  | 26 | 17 | 9  | 2058 | 1949 | 109  |
| 3    | Stade clermontois BA     | 42  | 26 | 16 | 10 | 1988 | 1881 | 107  |
| 4    | USA Toulouges            | 42  | 26 | 16 | 10 | 2111 | 2117 | -6   |
| 5    | AC Golfe-Juan-Vallauris  | 40  | 26 | 14 | 12 | 2191 | 2082 | 109  |
| 6    | Oullins Sainte-Foy BB    | 40  | 26 | 14 | 12 | 2104 | 2087 | 17   |
| 7    | Feurs EF (P)             | 40  | 26 | 14 | 12 | 2074 | 2087 | -13  |
| 8    | Ouest Lyonnais Basket    | 40  | 26 | 14 | 12 | 2103 | 2075 | 28   |
| 9    | US Aubenas Basket        | 39  | 26 | 13 | 13 | 2040 | 1948 | 92   |
| 10   | BC Nord Ardèche          | 39  | 26 | 13 | 13 | 1960 | 2081 | -121 |
| 11   | ALSB Andrézieux-Bouthéon | 38  | 26 | 12 | 14 | 1963 | 2049 | -86  |
| 12   | Beaujolais Basket (P)    | 37  | 26 | 11 | 15 | 2050 | 2071 | -21  |
| 13   | Le Cannet CAB (P)        | 32  | 26 | 6  | 20 | 1973 | 2153 | -180 |
| 14   | Terres Froides Basket    | 29  | 26 | 3  | 23 | 2016 | 2320 | -304 |

|     | Qualifiés pour le barrage d'accession en Nationale 1 |
|     | Relégation en Nationale 3                            |
| (P) | Promu 2013                                           |
| (R) | Relégué 2013                                         |
| (S) | Second de la saison régulière 2012-2013              |

### Poule B
| Rang | Équipe                              | Pts | J  | G  | P  | Pp   | Pc   | Diff |
| ---- | ----------------------------------- | --- | -- | -- | -- | ---- | ---- | ---- |
| 1    | Vendée Challans Basket (R)          | 49  | 26 | 23 | 3  | 2081 | 1595 | 486  |
| 2    | Élan béarnais Pau-Lacq-Orthez 2 (P) | 43  | 26 | 17 | 9  | 2085 | 1889 | 196  |
| 3    | Brissac Aubance                     | 42  | 26 | 16 | 10 | 2050 | 1884 | 166  |
| 4    | Garonne ASPTT (S)                   | 41  | 26 | 15 | 11 | 1975 | 1926 | 49   |
| 5    | Angers EOSL                         | 41  | 26 | 15 | 11 | 1830 | 1792 | 38   |
| 6    | USV Ré Basket                       | 41  | 26 | 16 | 9  | 1911 | 1823 | 88   |
| 7    | PL Lariche Lamartine Tours (P)      | 40  | 26 | 14 | 12 | 1819 | 1882 | -63  |
| 8    | Union Dax Gamarde Goos              | 39  | 26 | 13 | 13 | 1749 | 1806 | -57  |
| 9    | Stade montois BM                    | 38  | 26 | 12 | 14 | 1774 | 1870 | -96  |
| 10   | Luçon Basket Club                   | 38  | 26 | 12 | 14 | 1759 | 1840 | -81  |
| 11   | Beyssac Beaupuy Marmande            | 36  | 26 | 10 | 16 | 1751 | 1843 | -92  |
| 12   | Pornic Basket                       | 35  | 26 | 9  | 17 | 1936 | 2091 | -155 |
| 13   | Pays des Olonnes Basket             | 34  | 26 | 8  | 18 | 1764 | 1862 | -98  |
| 14   | Hagetmau Doazit Chalosse (P)        | 28  | 26 | 2  | 24 | 1642 | 2023 | -381 |

|     | Qualifiés pour le barrage d'accession en Nationale 1 |
|     | Relégation en Nationale 3                            |
| (P) | Promu 2013                                           |
| (R) | Relégué 2013                                         |
| (S) | Second de la saison régulière 2012-2013              |

### Poule C
| Rang | Équipe                            | Pts | J  | G  | P  | Pp   | Pc   | Diff |
| ---- | --------------------------------- | --- | -- | -- | -- | ---- | ---- | ---- |
| 1    | Caen Basket Calvados              | 51  | 26 | 25 | 1  | 2112 | 1655 | 457  |
| 2    | AB Berck Rang du Fliers           | 47  | 26 | 21 | 5  | 2081 | 1711 | 370  |
| 3    | CEP Lorient                       | 45  | 26 | 19 | 7  | 2052 | 1839 | 213  |
| 4    | Aurore de Vitré                   | 43  | 26 | 17 | 9  | 2222 | 2053 | 169  |
| 5    | Calais Basket Cheminots JMC       | 40  | 26 | 14 | 12 | 1992 | 1924 | 68   |
| 6    | Union Rennes basket 35            | 40  | 26 | 14 | 12 | 2027 | 1914 | 113  |
| 7    | Union Bourbourg Grande-Synthe (P) | 39  | 26 | 13 | 13 | 1951 | 1990 | -39  |
| 8    | AS Cherbourg                      | 38  | 26 | 12 | 14 | 1904 | 2023 | -119 |
| 9    | Coulommiers Brie Basket (P)       | 37  | 26 | 11 | 15 | 2002 | 2046 | -44  |
| 10   | ASA Sceaux (P)                    | 37  | 26 | 11 | 15 | 1919 | 1933 | -14  |
| 11   | Tourcoing S M                     | 36  | 26 | 10 | 16 | 1843 | 1929 | -86  |
| 12   | ES Ormes                          | 35  | 26 | 9  | 17 | 1950 | 2107 | -157 |
| 13   | US Fécamp (P)                     | 29  | 26 | 3  | 23 | 1689 | 2255 | -566 |
| 14   | Alerte Juvisy Basket              | 29  | 26 | 3  | 23 | 1755 | 2120 | -365 |

|     | Qualifiés pour le barrage d'accession en Nationale 1 |
|     | Relégation en Nationale 3                            |
| (P) | Promu 2013                                           |
| (R) | Relégué 2013                                         |
| (S) | Second de la saison régulière 2012-2013              |

### Poule D
| Rang | Équipe                          | Pts | J  | G  | P  | Pp   | Pc   | Diff |
| ---- | ------------------------------- | --- | -- | -- | -- | ---- | ---- | ---- |
| 1    | FC Mulhouse                     | 47  | 26 | 21 | 5  | 2183 | 1790 | 393  |
| 2    | GET Vosges                      | 45  | 26 | 19 | 7  | 1999 | 1765 | 234  |
| 3    | Gries Oberhoffen BC             | 45  | 26 | 19 | 7  | 1946 | 1824 | 122  |
| 4    | Tremblay AC                     | 44  | 26 | 18 | 8  | 2022 | 1783 | 239  |
| 5    | Westhoffen Otterswiller SB      | 42  | 26 | 16 | 10 | 2022 | 1783 | 239  |
| 6    | La Charité-sur-Loire            | 42  | 26 | 16 | 10 | 1900 | 1793 | 107  |
| 7    | Poligny Jura BC                 | 40  | 26 | 14 | 12 | 2017 | 2008 | 9    |
| 8    | Stade de Vanves                 | 39  | 26 | 13 | 13 | 1824 | 1837 | -13  |
| 9    | AS Kaysersberg Ammerschwihr BCA | 37  | 26 | 11 | 15 | 1848 | 1850 | -2   |
| 10   | Union Sainte-Marie Metz         | 35  | 26 | 9  | 17 | 1693 | 1831 | -138 |
| 11   | ES Prissé-Mâcon                 | 35  | 26 | 9  | 17 | 1863 | 2009 | -146 |
| 12   | SC Charenton                    | 34  | 26 | 8  | 18 | 1800 | 1970 | -170 |
| 13   | Schlitigheim AU (P)             | 31  | 26 | 5  | 21 | 1798 | 2128 | -330 |
| 14   | Saint-Dizier Basket             | 30  | 26 | 4  | 22 | 1875 | 2220 | -345 |

|     | Qualifiés pour le barrage d'accession en Nationale 1 |
|     | Relégation en Nationale 3                            |
| (P) | Promu 2013                                           |
| (R) | Relégué 2013                                         |
| (S) | Second de la saison régulière 2012-2013              |

## Les playoffs
Les quarts-de-finale se jouent en 2 manches gagnantes. La rencontre retour et la belle éventuelle se disputent chez l'équipe la mieux classée.
|  | Quarts de finale | Quarts de finale       | Quarts de finale       | Quarts de finale | Quarts de finale        |    |                        | Demi-finales           | Demi-finales           | Demi-finales           |                        |    | Finale | Finale                 | Finale |
|  |                  |                        |                        |                  |                         |    |                        |                        |                        |                        |                        |    |        |                        |        |
|  | B2               | EB Pau-Lacq-Orthez 2   | 78                     | 45               | 48                      |    |                        |                        |                        |                        |                        |    |        |                        |        |
|  | A1               | US Avignon-Le Pontet   | 76                     | 86               | 73                      |    |                        |                        |                        |                        |                        |    |        |                        |        |
|  | A1               | US Avignon-Le Pontet   | 76                     | 86               | 73                      |    | A1                     | US Avignon-Le Pontet   | 57                     |                        |                        |    |        |                        |        |
|  |                  |                        |                        |                  |                         |    | A1                     | US Avignon-Le Pontet   | 57                     |                        |                        |    |        |                        |        |
|  |                  | B1                     | Vendée Challans Basket | 73               |                         |    |                        |                        |                        |                        |                        |    |        |                        |        |
|  | A2               | B1                     | Vendée Challans Basket | 73               | ASM Le Puy-en-Velay     | 55 | 73                     | -                      |                        |                        |                        |    |        |                        |        |
|  | A2               |                        |                        |                  | ASM Le Puy-en-Velay     | 55 | 73                     | -                      |                        |                        |                        |    |        |                        |        |
|  | B1               | Vendée Challans Basket | 83                     | 86               | -                       |    |                        |                        |                        |                        |                        |    |        |                        |        |
|  |                  |                        |                        |                  |                         |    |                        |                        |                        |                        |                        |    | B1     | Vendée Challans Basket | 58     |
|  |                  | D2                     | GET Vosges             | 76               |                         |    |                        |                        |                        |                        |                        |    |        |                        |        |
|  | D2               | GET Vosges             | 84                     | 40               | 71                      |    |                        |                        |                        |                        |                        |    |        |                        |        |
|  | C1               | Caen BC                | 75                     | 78               | 68                      |    |                        |                        |                        |                        |                        |    |        |                        |        |
|  | C1               | Caen BC                | 75                     | 78               | 68                      |    | D2                     | GET Vosges             | 80                     |                        |                        |    |        |                        |        |
|  |                  |                        |                        |                  |                         |    | D2                     | GET Vosges             | 80                     |                        |                        |    |        |                        |        |
|  |                  | D1                     | FC Mulhouse            | 69               |                         |    | Match pour la 3e place | Match pour la 3e place | Match pour la 3e place | Match pour la 3e place | Match pour la 3e place |    |        |                        |        |
|  | C2               | D1                     | FC Mulhouse            | 69               | AB Berck Rang-du-Fliers | 76 | Match pour la 3e place | Match pour la 3e place | Match pour la 3e place | Match pour la 3e place | Match pour la 3e place | 59 | -      |                        |        |
|  | C2               |                        |                        |                  | AB Berck Rang-du-Fliers | 76 |                        |                        |                        |                        |                        | 59 | -      |                        |        |
|  | D1               | FC Mulhouse            | 80                     | 62               | -                       |    |                        |                        |                        |                        |                        |    | A1     | US Avignon-Le Pontet   | 59     |
|  |                  |                        |                        |                  |                         |    |                        |                        |                        |                        |                        |    | D1     | FC Mulhouse            | 79     |